# Iso-Kauppi
Iso-Kauppi är en ö i Finland. Den ligger i sjön Muuratjärvi och i kommunen Jyväskylä i den ekonomiska regionen  Jyväskylä ekonomiska region  och landskapet Mellersta Finland, i den södra delen av landet, 220 km norr om huvudstaden Helsingfors. Öns area är 6,2 hektar och dess största längd är 410 meter i sydväst-nordöstlig riktning.